# Lupinus proculaustrinus
Lupinus proculaustrinus är en ärtväxtart som beskrevs av Charles Piper Smith. Lupinus proculaustrinus ingår i släktet lupiner, och familjen ärtväxter. Inga underarter finns listade i Catalogue of Life.